# 霍姆斯军事学院
霍姆斯军事学院（阿拉伯语：‎ ）是位于叙利亚霍姆斯的一所军事教育和训练机构。阿里·阿卜杜拉·艾尤卜、阿里·阿斯兰、巴沙尔·阿萨德、哈菲兹·阿萨德、里法特·阿萨德、蘇赫爾·哈桑、加齐·卡纳安都曾就讀該校。

## 历史
霍姆斯军事学院成立於1933年。當時黎凡特陆军和黎凡特特种部队的军官會來到這所學院上課。 
1943年法國不再託管敘利亞後，該軍事學院繼續開設。 冷戰時期，從這裡畢業的學生有很大幾率會繼續前往苏联军事学院學習。 
霍姆斯学院招收的学生一般學歷不高，除了大量叙利亚和黎巴嫩国民外，一些因各種原因无法在法国境内的軍事学院就讀的法国公民也會前往這所軍事學院學習。 

### 叙利亚内战
2023年10月5日，学院舉辦毕业典礼期间发生了无人机袭击，造成125人死亡。 